# Selárdalur
Koordinaten: 65° 46′ 43″ N, 24° 0′ 13″ W

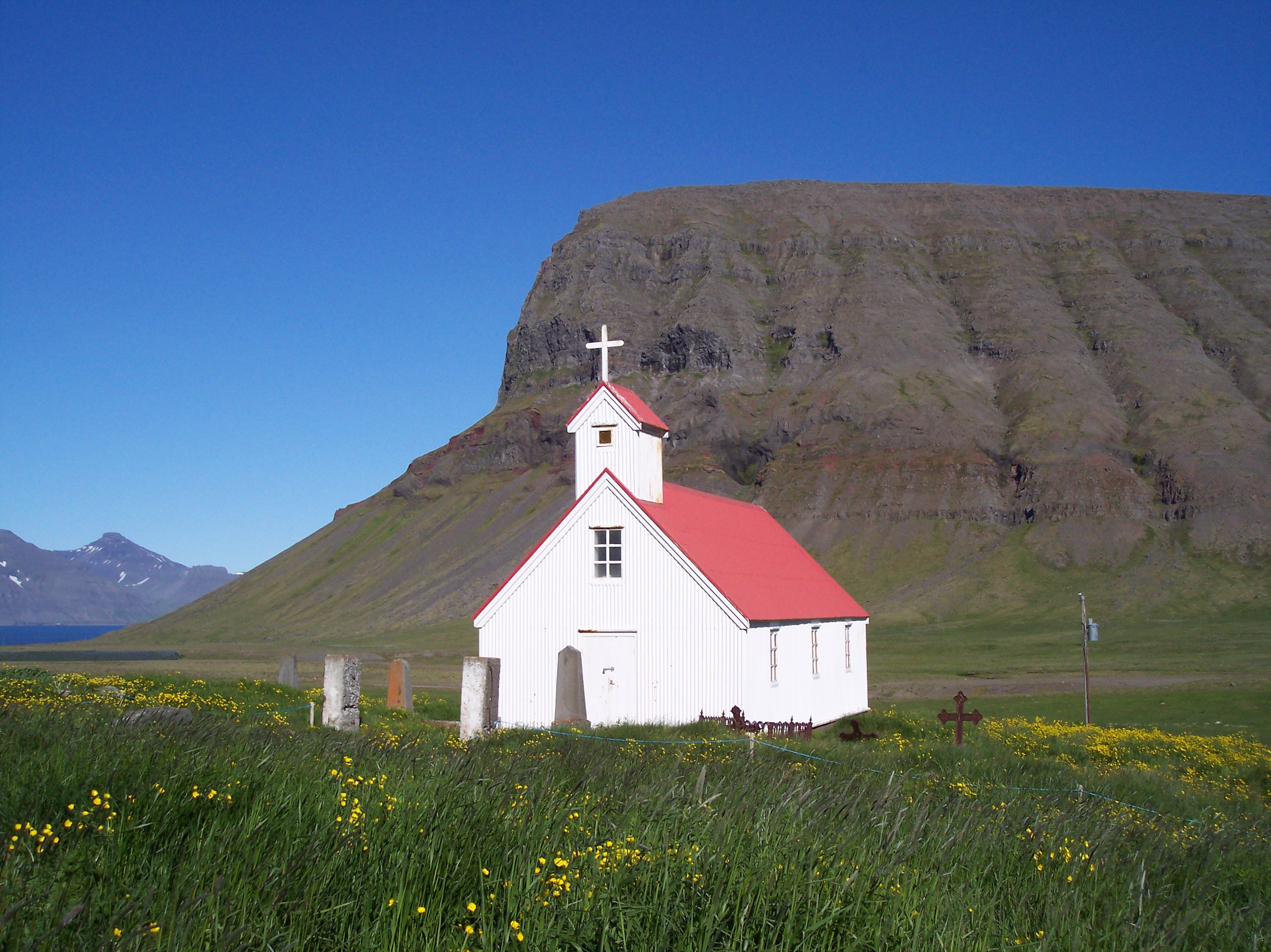
Lutherische Kirche im Selárdalur

Kirche im Selárdalur, errichtet von Samúel Jónsson

Das Selárdalur ist ein Tal im äußersten Westen der Südküste des Arnarfjörður in den Westfjorden Islands.

## Verkehrsanbindung
Man erreicht das Tal nur von Bíldudalur aus über den 26 Kilometer langen Ketildalavegur .
Bei einem Grasbrand im Selárdalur Mitte Juni 2025 konnte die Feuerwehr den Brandherd nicht direkt erreichen,  weil Brücken keine ausreichende Tragfähigkeit haben.

## Besiedelungsgeschichte
Früher war dieses Tal mit 15 Höfen eins der am dichtesten besiedelten Gebiete in den Westfjorden, inzwischen sind alle Höfe verlassen.
Es galt etwa im 17. Jahrhundert als eine der reichsten Gegenden des Landes, z. B. unter Pfarrer Páll Björnsson (1621–1706), dem der Ruf großer Gelehrsamkeit folgte, der aber gleichzeitig ein einflussreicher Großbauer war. Der gleichnamige Hof Selárdalur wurde 1988 als vorletzter verlassen.
Der letzte Bewohner eines Hofes in diesem Tal, des Hofes Neðribær, verstarb im Winter 2010.
Die lutherische Kirche im Tal wurde 1861 geweiht und birgt etliche kunsthandwerkliche Gegenstände aus dem 18. Jahrhundert.

## Bauer und autodidaktischer Künstler: Samúel Jónsson
Auf dem Hof Brautarholt lebte bis zu seinem Tode der Bauer und Künstler Samúel Jónsson (1884–1969) und erschuf seine naiven Plastiken, die z. B. an den Löwenbrunnen der Alhambra angelehnt sind. Diese sowie das dazugehörige Haus und die ebenfalls von ihm geschaffene kleine Kirche wurden ab 1998 von freiwilligen Helfern unter der Leitung des deutschen Bildhauers Gerhard König renoviert.
Vor diesem Hof nahmen Sigur Rós einen Titel für ihren Film Heima auf.

## Versteinerungen
Im 473 m hohen nahegelegenen Þorishlíðarfjall findet man auf 360 m Höhe Versteinerungen. Es handelt sich um ca. 13 Millionen Jahre alte Pflanzenüberreste von Hickory, wildem Wein und ähnlichen, die auf ein viel milderes Klima zu der Zeit hinweisen.